# Santiago Danani
Santiago Danani (Buenos Aires, 12 dicembre 1995) è un pallavolista argentino, libero del Fakel.

## Carriera

### Club
La carriera di Santiago Danani inizia nella stagione 2014-15 nel Club de Amigos, mentre nella stagione 2016-17 esordisce nella Liga Argentina de Voleibol con l'Obras Sanitarias. Nell'annata successiva veste la maglia del River Plate, nella stessa divisione.
Nella stagione 2018-19 viene ingaggiato dal Padova, club militante nella Superlega italiana, a cui resta legato per tre annate. Per il campionato 2021-22 si accasa allo Charlottenburg, in 1. Bundesliga, aggiudicandosi la Supercoppa tedesca e lo scudetto; nel campionato seguente, invece, è di scena nella Polska Liga Siatkówki, dove difende i colori del Warta Zawiercie.
Nella stagione 2023-24 viene ingaggiato dai russi del Fakel, in Superliga.

### Nazionale
Nel 2015 è convocato nella nazionale Under-21 argentina, con cui vince la medaglia d'argento al campionato mondiale, mentre dal 2016 al 2017 è in quella Under-23, aggiudicandosi la medaglia d'argento al campionato sudamericano 2016 e quella d'oro alla Coppa panamericana 2016 e al campionato mondiale 2017.
Nel 2016 ottiene le prime convocazioni nella nazionale maggiore con cui, nello stesso anno, vince la medaglia d'argento alla Coppa panamericana: nella stessa competizione si aggiudica l'oro nell'edizione 2018. Nel 2019 ottiene l'argento al campionato sudamericano, mentre nel 2021 conquista il bronzo ai Giochi della XXXII Olimpiade di Tokyo e l'argento al campionato continentale: nell'edizione successiva del campionato sudamericano si aggiudica la medaglia d'oro.

## Palmarès

### Club
- Campionato tedesco: 1

2021-22
- Supercoppa tedesca: 1

2021

### Nazionale (competizioni minori)
- Campionato mondiale Under-21 2015
- Coppa panamericana 2016
- Campionato sudamericano Under-23 2016
- Coppa panamericana Under-23 2016
- Campionato mondiale Under-23 2017
- Coppa panamericana 2018

### Premi individuali
- 2015 - Campionato mondiale Under-21: Miglior libero
- 2016 - Coppa panamericana: Miglior difesa
- 2016 - Coppa panamericana: Miglior ricevitore
- 2016 - Coppa panamericana: Miglior libero
- 2016 - Campionato sudamericano Under-23: Miglior libero
- 2019 - Superlega: Miglior ricezione
- 2019 - Campionato sudamericano: Miglior libero
- 2021 - Campionato sudamericano: Miglior libero